# Angelo Parisi
Angelo Parisi (Arpino, 3 de enero de 1953) es un deportista británico, nacionalizado francés, que compitió en judo.
Participó en tres Juegos Olímpicos de Verano, obteniendo un total de cuatro medallas: una de oro, dos de plata y una de bronce. Ganó diez medallas en el Campeonato Europeo de Judo entre los años 1972 y 1984.

## Palmarés internacional
| Representando al Reino Unido |                              |                   |           |
| Juegos Olímpicos             |                              |                   |           |
| Año                          | Lugar                        | Medalla           | Categoría |
| 1972                         | Múnich (RFA)                 | Medalla de bronce | Abierta   |
| Campeonato Europeo           |                              |                   |           |
| Año                          | Lugar                        | Medalla           | Categoría |
| 1972                         | Voorburg (Países Bajos)      | Medalla de oro    | –93 kg    |
| Representando a Francia      |                              |                   |           |
| Juegos Olímpicos             |                              |                   |           |
| Año                          | Lugar                        | Medalla           | Categoría |
| 1980                         | Moscú ( URSS)                | Medalla de oro    | +95 kg    |
| 1980                         | Moscú ( URSS)                | Medalla de plata  | Abierta   |
| 1984                         | Los Ángeles (Estados Unidos) | Medalla de plata  | +95 kg    |
| Campeonato Europeo           |                              |                   |           |
| Año                          | Lugar                        | Medalla           | Categoría |
| 1977                         | Ludwigshafen (RFA)           | Medalla de oro    | Abierta   |
| 1978                         | Helsinki (Finlandia)         | Medalla de plata  | –95 kg    |
| 1979                         | Bruselas (Bélgica)           | Medalla de plata  | Abierta   |
| 1980                         | Viena (Austria)              | Medalla de bronce | +95 kg    |
| 1980                         | Viena (Austria)              | Medalla de plata  | Abierta   |
| 1982                         | Rostock (RDA)                | Medalla de plata  | +95 kg    |
| 1983                         | París (Francia)              | Medalla de bronce | +95 kg    |
| 1983                         | París (Francia)              | Medalla de oro    | Abierta   |
| 1984                         | Lieja (Bélgica)              | Medalla de oro    | Abierta   |